# Operon

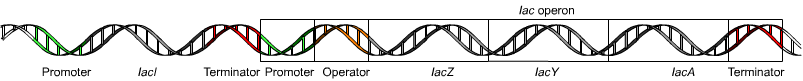
Het lac-operon.

Een operon bestaat uit een promotor, operator(en) en meerdere (structurele) genen, die coderen voor proteïnen met verwante functies. Afhankelijk van het specifieke operon kunnen verschillende regulatorische proteïnen (repressoren of activatoren), afhankelijk van de wisselwerking met uit de cel opgenomen of in de cel gevormde stoffen (liganden), met de operatoren reageren en daardoor de transcriptie van het gen in het operon in- of uitschakelen. Hierdoor wordt de synthese van het betreffende mRNA (messenger-RNA) door translatie geactiveerd of uitgeschakeld.
Operonen komen voor bij prokaryoten. Bij eukaryoten herkennen transcriptiefactoren specifieke korte sequenties in het DNA. Genen die een bepaalde processen activeren of remmen bevatten dezelfde herkenning-sequenties.
Alle genen van een operon worden gecoördineerd aangestuurd. Het operon-model van de genregulatie werd in 1960 door de Franse wetenschappers François Jacob en Jacques Monod aan de hand van het lac-operon van Escherichia coli ontwikkeld en later verder uitgebreid. In 1965 kregen zij voor hun werk de Nobelprijs voor de Fysiologie of Geneeskunde.
Operons spelen als gereedschap ook een belangrijke rol bij de genetische manipulatie. De gewenste genen kunnen door het bijbehorende operon gericht geactiveerd worden, zoals bij het lac-operon door toevoeging van de synthetische inductor IPTG (Isopropyl-β-D-thiogalactopyranoside).
Voorbeelden van operons zijn het lac-operon, het trp-operon en het ara-operon.